# Hôpital Biamba Marie Mutombo
L’hôpital Biamba Marie Mutombo est un hôpital de la ville de Kinshasa situé dans la commune de Masina, en république démocratique du Congo. L'hôpital compte 300 lits.
Le coût de construction de l’hôpital s'élève à près de 29 millions $US, et a été principalement financé par Dikembe Mutombo qui a fourni à lui seul 15 millions de dollars américains[réf. nécessaire]. Débuté en septembre 2004, la construction s'achève en 2006 et l'hôpital devrait ouvrir ses portes le 17 juillet 2007.
L'hôpital est nommé en mémoire de la mère de Dikembe Mutombo, Biamba Marie Mutombo qui mourut en 1998.